# Las Toscas
Las Toscas är en ort i Argentina.   Den ligger i provinsen Santa Fe, i den nordöstra delen av landet, 700 km norr om huvudstaden Buenos Aires. Las Toscas ligger 53 meter över havet och antalet invånare är 11 811.
Terrängen runt Las Toscas är mycket platt. Närmaste större samhälle är Villa Ocampo, 17,7 km sydväst om Las Toscas.
Trakten runt Las Toscas består i huvudsak av gräsmarker. Runt Las Toscas är det glesbefolkat, med 16 invånare per kvadratkilometer.